# Piper polysyphonum
Piper polysyphonum är en pepparväxtart som beskrevs av C. Dc.. Piper polysyphonum ingår i släktet Piper och familjen pepparväxter. Inga underarter finns listade i Catalogue of Life.